# Placeholder (texto)
Un texto (de) placeholder o sencillamente placeholder, también llamado en español texto provisional, texto falso, texto de marcador o texto de marcador de posición (la palabra textholder a solas se traduce en ‘marcador de posición’), es un término prestado del inglés —normalmente empleado en las artes gráficas y la imprenta— que hace referencia a un texto que sirve para rellenar los espacios de un contenido durante su desarrollo, para ofrecer una perspectiva general de la forma final del resultado. El significado de placeholder en inglés es «guardaespacio». 
Este tipo de textos suelen no guardar relación con el tema del contenido y a veces no guardan ningún sentido (en inglés: nonsense text). En la mayoría de veces, son reemplazados por el contenido final una vez dispuesto, aunque otras veces (cuando solo son necesarios para que el espacio quede ocupado) permanecen sin alterar. A su vez, también existen plantillas que sirven para simplificar el proceso en caso de múltiples repeticiones.

## Características y usos
El texto que sirve como placeholder muchas veces comparte las mismas características con el texto final (tipo de letra, tamaño, color, etc.), aunque las palabras que lo componen suelen ser aleatorias o generadas de forma automática. En los procesadores de texto y sitios de Internet dedicados, se suele usar para las muestras de tipos de letra y textos de prueba, como en el caso de los generadores de texto, traductores automáticos y filtros de correo electrónico (para probar medidas contra la suplantación de identidad).
En el caso de los sitios web en desarrollo, suelen ser empleados durante la fase de diseño y construcción de las páginas. Muchas veces ocupan el espacio de diseños ofrecidos a la venta por plataformas de gestión de contenido y creación automatizada de sitios web, como Wordpress, Joomla, Wix y similares.
 

Otro de sus usos comunes es ocupar un espacio de un futuro contenido, cuando este no admite los espacios en blanco, desde su creación hasta la incorporación de los elementos permanentes.

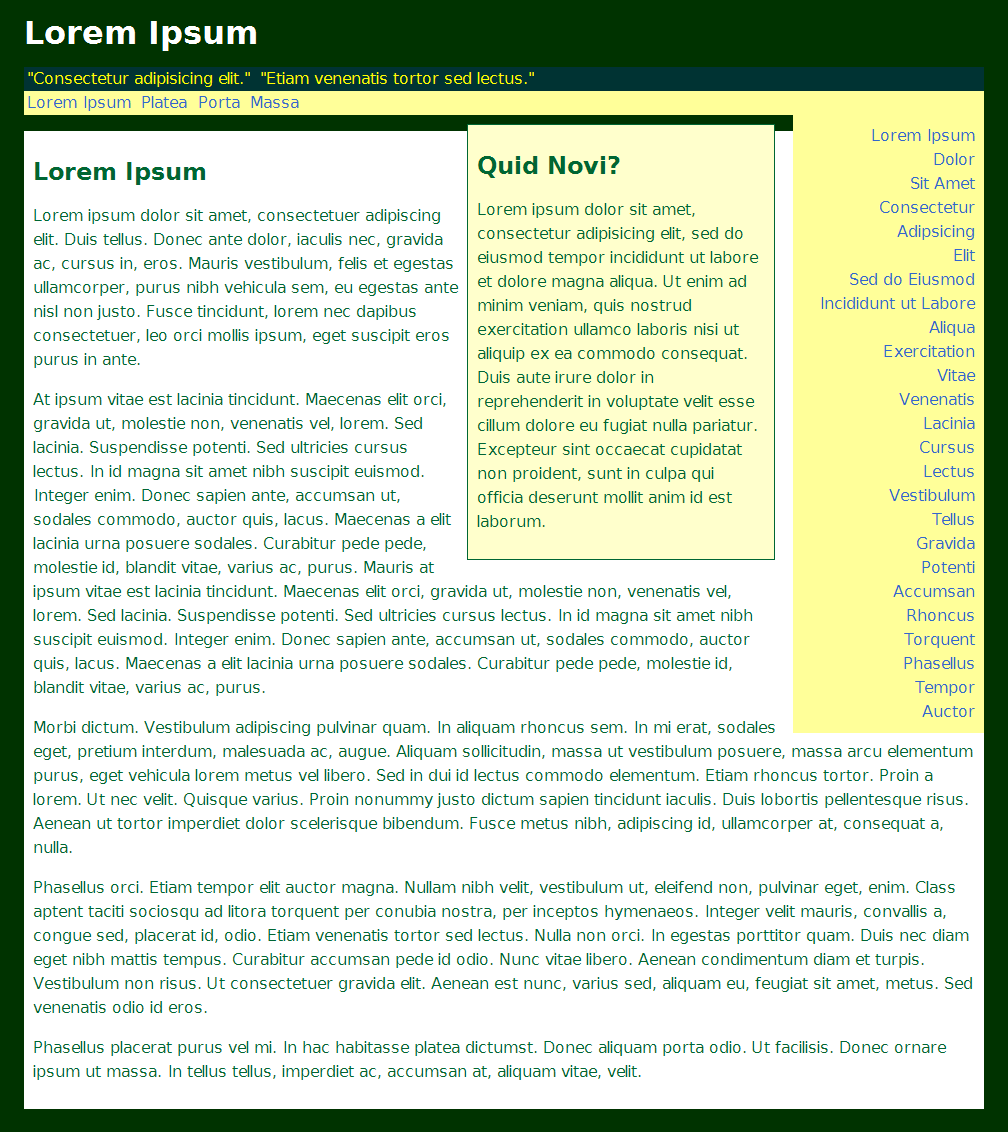
Prueba de maquetación en una página web con el texto Lorem ipsum.

## Ejemplos comunes
- Lorem ipsum (en latín macarrónico) es probablemente el más común de los textos falsos hoy en día, usado en la mayoría de formatos y herramientas de contenido textual y gráfico, desde impresos hasta sitios web.
- Li Europan lingues es un texto escrito en interlingue, usado cada vez más en la actualidad por ser considerado una especie de versión más moderna del Lorem ipsum (principalmente por el uso del idioma occidental).
- ASDF o asdf es la secuencia de las primeras cuatro teclas de la fila guía, tanto en teclado QWERTY como QWERTZ. Muchas veces se usa instintivamente para escribir un texto aleatorio. También es una combinación común de aprendizaje en clases de mecanografía. A diferencia de los ejemplos anteriores, se trata solo de estas cuatro letras (que pueden o no repetirse) y no de un texto completo.
- El carácter de reemplazo es un símbolo del bloque Unicode Specials, que sirve como placeholder para cualquier carácter faltante o inexistente. En la mayoría de sistemas tiene la forma de �. Por ejemplo, si en una serie de caracteres faltara la letra ‘o’, la palabra «Hola» aparecería como «H�la».

Anteriormente:
- Etaoin shrdlu es una frase sin sentido que se incluía en textos, sobre todo en el mundo anglosajón, cuando todavía se usaba la impresión tipográfica (antes de generalizarse la técnica ófset). La frase se debía a una costumbre que tenían los operarios de estas máquinas, basada en la frecuencia de las doce letras más usadas en el idioma inglés,[6] que pasó a formar parte de la tradición periodística.

### Formularios electrónicos
En los formularios web (los enviados telemáticamente) y, aunque menos común, en archivos rellenables (como .PDF o .DOCX), a veces aparece un texto de ejemplo en las cajas de texto, habitualmente en color gris. Estos son considerados placeholders que, una vez enfocado el cursor en el respectivo campo, desaparecen, dando lugar a la introducción de datos por el usuario.
En los lenguajes de programación web (HTML, CSS, etc.), estas propiedades también suelen recibir el nombre placeholder.

### Programación
Los términos foobar, foo, bar y baz se usan en programación y documentación relacionada con la informática como variables metasintácticas (variables cuyo valor puede cambiar según las condiciones o la información transmitida al programa).
El uso de este tipo de variables es útil en el desarrollo de códigos de muestra, permitiendo prescindir de la creación de nombres únicos para cada variable. De este modo, el programador puede centrarse el los propósitos funcionales del código, sin gastar tiempo en tener que buscar nombres que tengan sentido. Además, siendo hoy en día conocidos estos términos, el programador puede localizarlos en el código relativamente rápido, además de ser identificables para otros programadores que trabajan en el mismo proyecto.
La sintaxis de una línea de comando que incluye un nombre metasintáctico podría ser: Command foo (arg1, arg2).
Más allá de su uso temporal (sustituyendo los futuros nombres de variables en un código en desarrollo), este tipo de placeholders se emplea también en variables, funciones y comandos cuya identidad no tiene importancia, ya que sirven solo para fines demostrativos.

#### Generadores de caracteres
En la informática (y de manera destacada en la seguridad informática), muchos textos —o, mejor dicho, combinaciones de letras— se generan usando generadores de caracteres (software), del tipo que sirve también para las contraseñas seguras; algunos de los cuales se han convertido en el estándar de algunos sectores.
Chargen es un generador de caracteres que sirve como protocolo de Internet para realizar pruebas, depuración de programas y distintas mediciones. Una típica sesión de servicio de este programa se muestra a continuación:
```
!"#$%&'()*+,-./0123456789:;<=>?@ABCDEFGHIJKLMNOPQRSTUVWXYZ[\]^_`abcdefgh
"#$%&'()*+,-./0123456789:;<=>?@ABCDEFGHIJKLMNOPQRSTUVWXYZ[\]^_`abcdefghi
#$%&'()*+,-./0123456789:;<=>?@ABCDEFGHIJKLMNOPQRSTUVWXYZ[\]^_`abcdefghij
$%&'()*+,-./0123456789:;<=>?@ABCDEFGHIJKLMNOPQRSTUVWXYZ[\]^_`abcdefghijk
```

## Placeholderspara nombres
Cuando se trata de nombres propios, los placeholders se utilizan para indicar a personas desconocidas o cuyo nombre se ignora, se ha olvidado o se ha perdido. También se usan para evitar la estigmatización en ciertos contextos o para aludir a una persona que no debería ser identificada en algunos casos. Se emplea además sencillamente cuando no hace falta llamar a una persona por su nombre.
En español, se emplean términos como «fulano» o «mengano», o, a su vez, nombres comunes como Juan Pérez o Juan González. En la mayoría de casos, por tanto, los placeholders sirven como nomen nescio (sustituyendo un nombre desconocido), pero en algunos casos son necesarios para rellenar espacios con información genérica, como un ejemplo o un elemento provisional que deberá ser sustituido más adelante por los datos correspondientes.
En inglés —y siendo de los términos más conocidos internacionalmente— se suele usar el nombre John Doe (y sus derivados, como Jane Doe para mujeres y Baby Doe para bebés). En el argot de algunos ambientes profesionales se usan palabras propias, como el unsub inglés (acrónimo de unknown subject o unidentified subject) usado por las fuerzas de seguridad para referirse a un sujeto desconocido, sospechoso no identificado o persona de interés en una investigación.